# Kamtschik

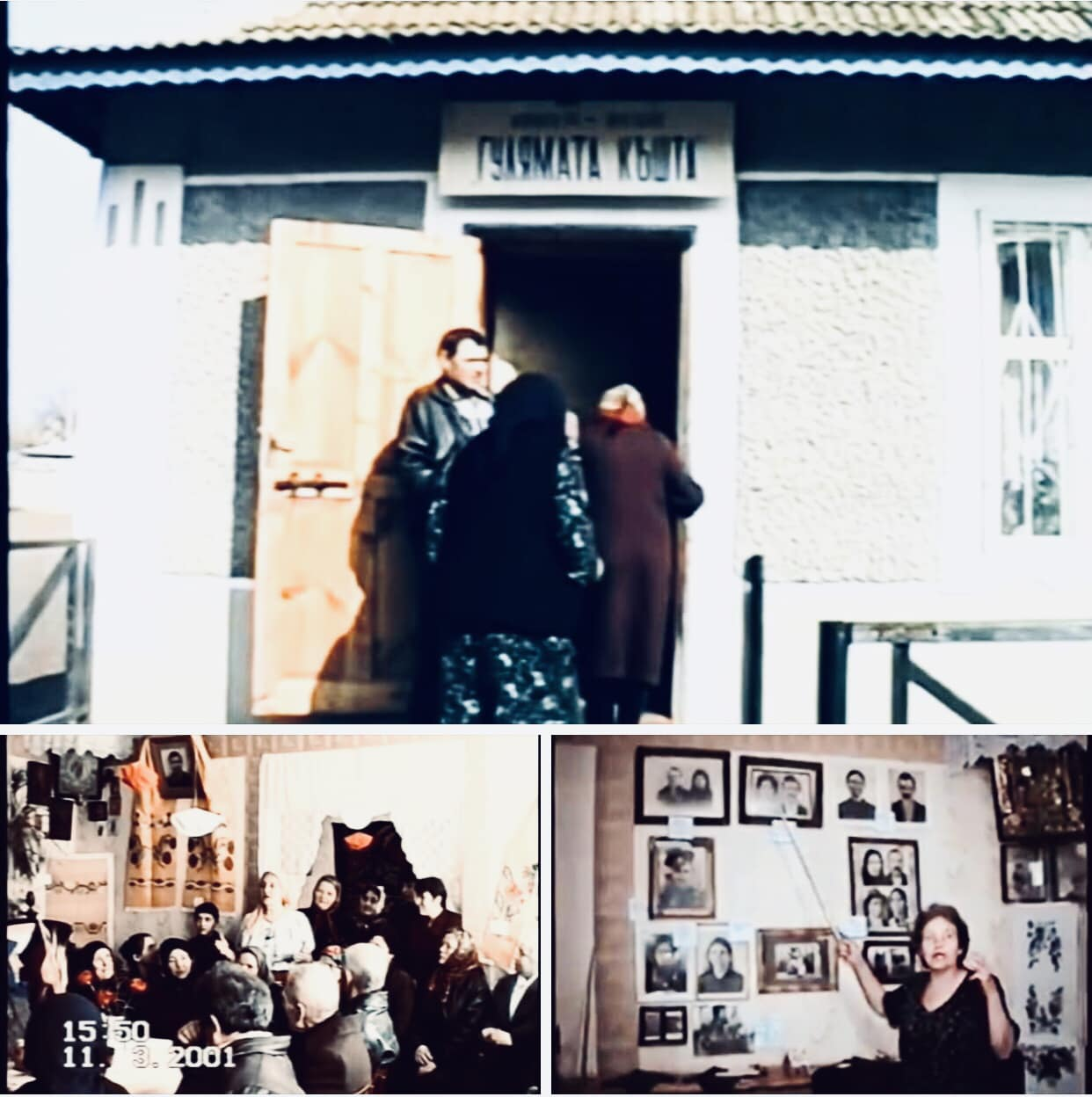

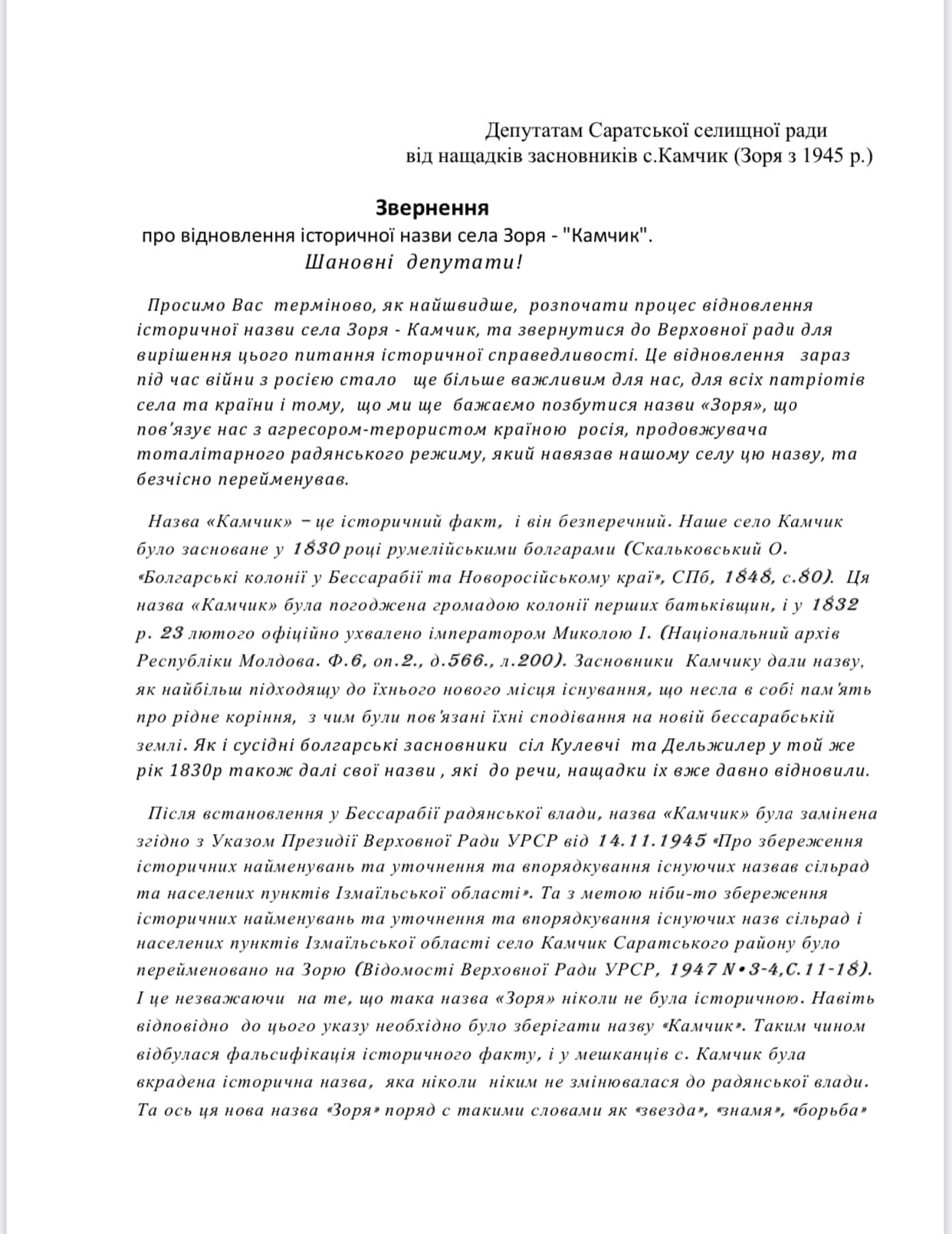
2022–2023 Kamtschik

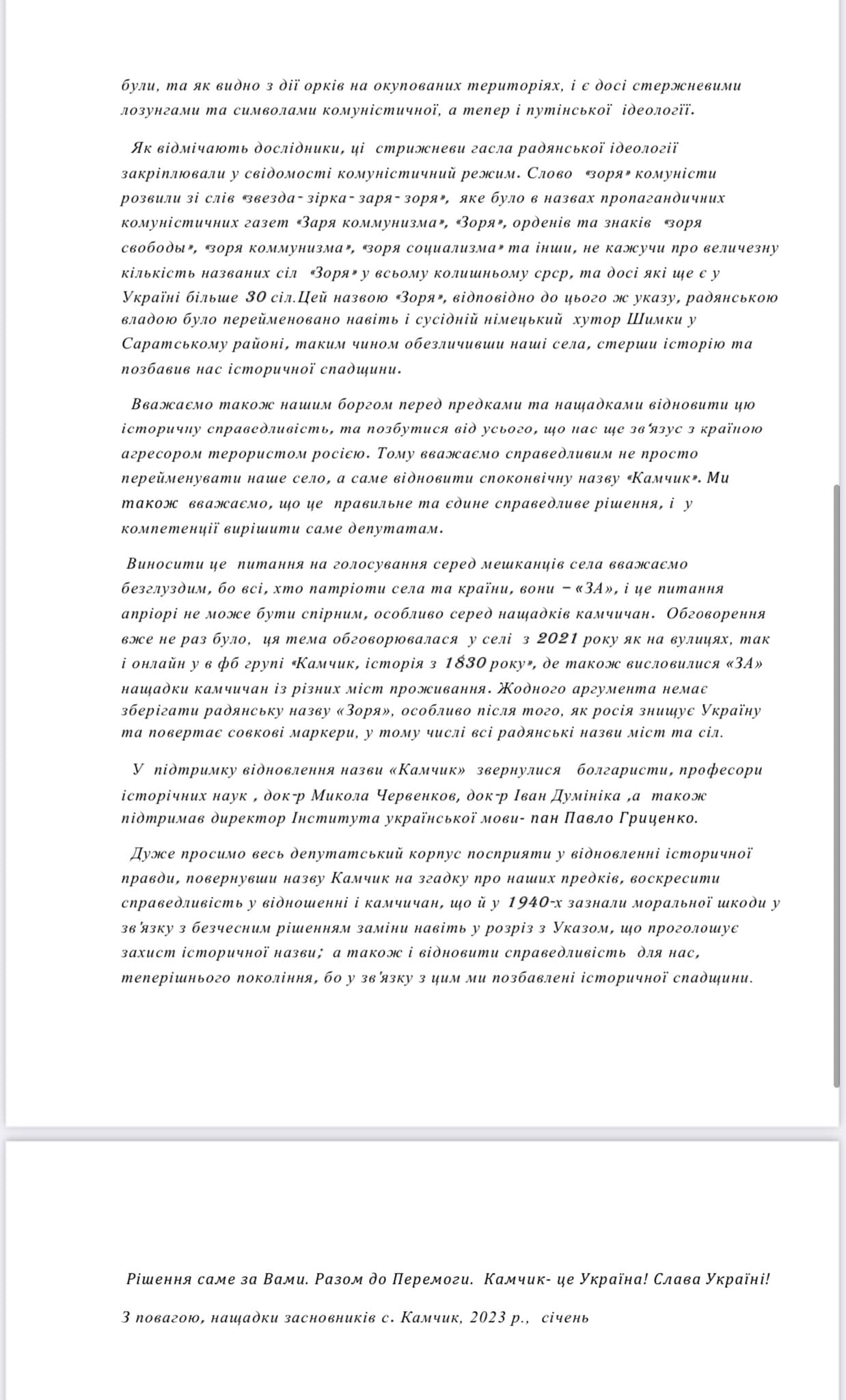
2

Kamtschik (ukrainisch Камчик; russisch Камчик Kamchik, rumänisch Camcic, bulgarisch Камчик) ist ein im Budschak, im Süden der ukrainischen Oblast Odessa, gelegenes Dorf mit etwa 5500 Einwohnern (2004).

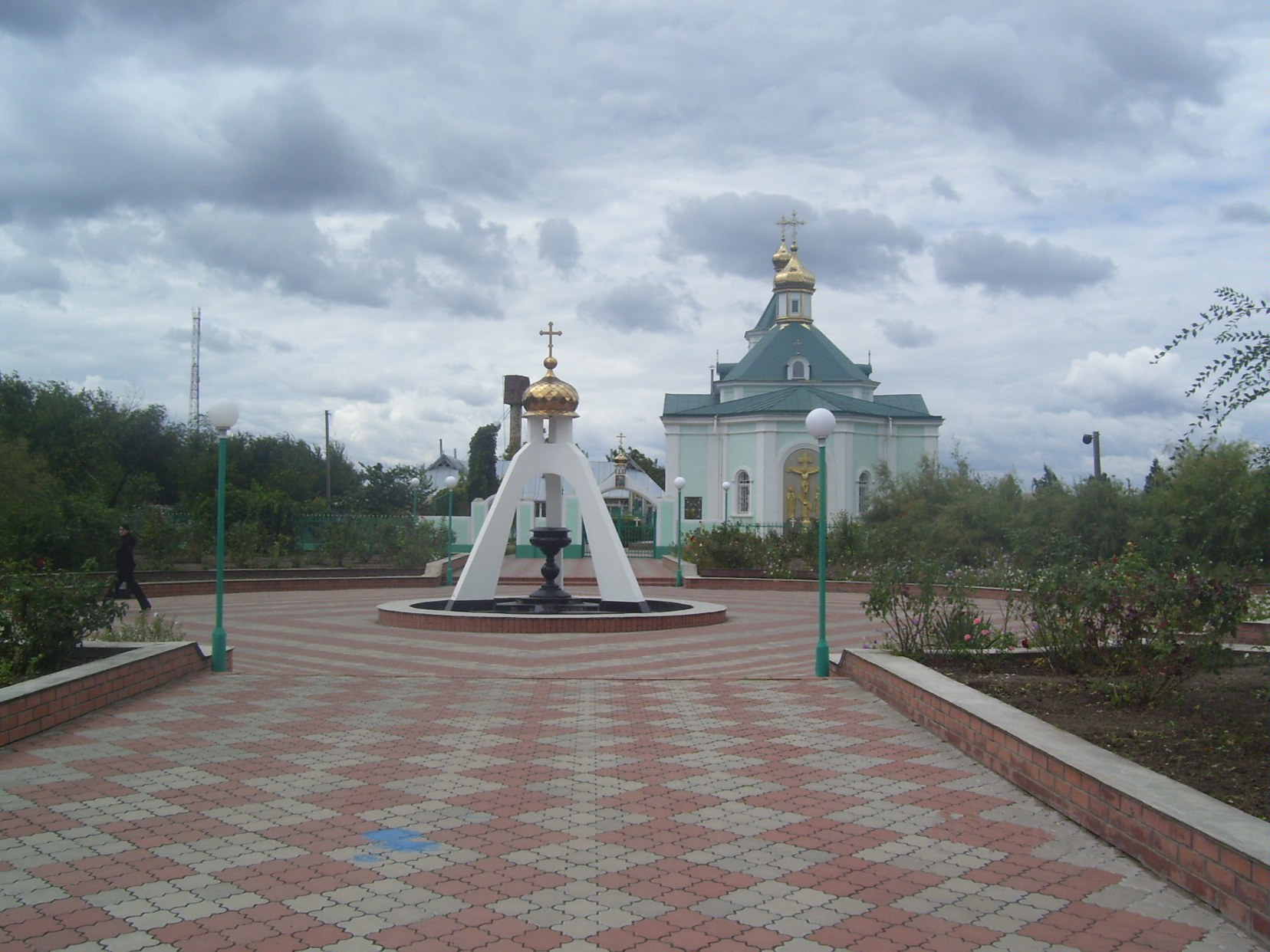
Dorfkirche

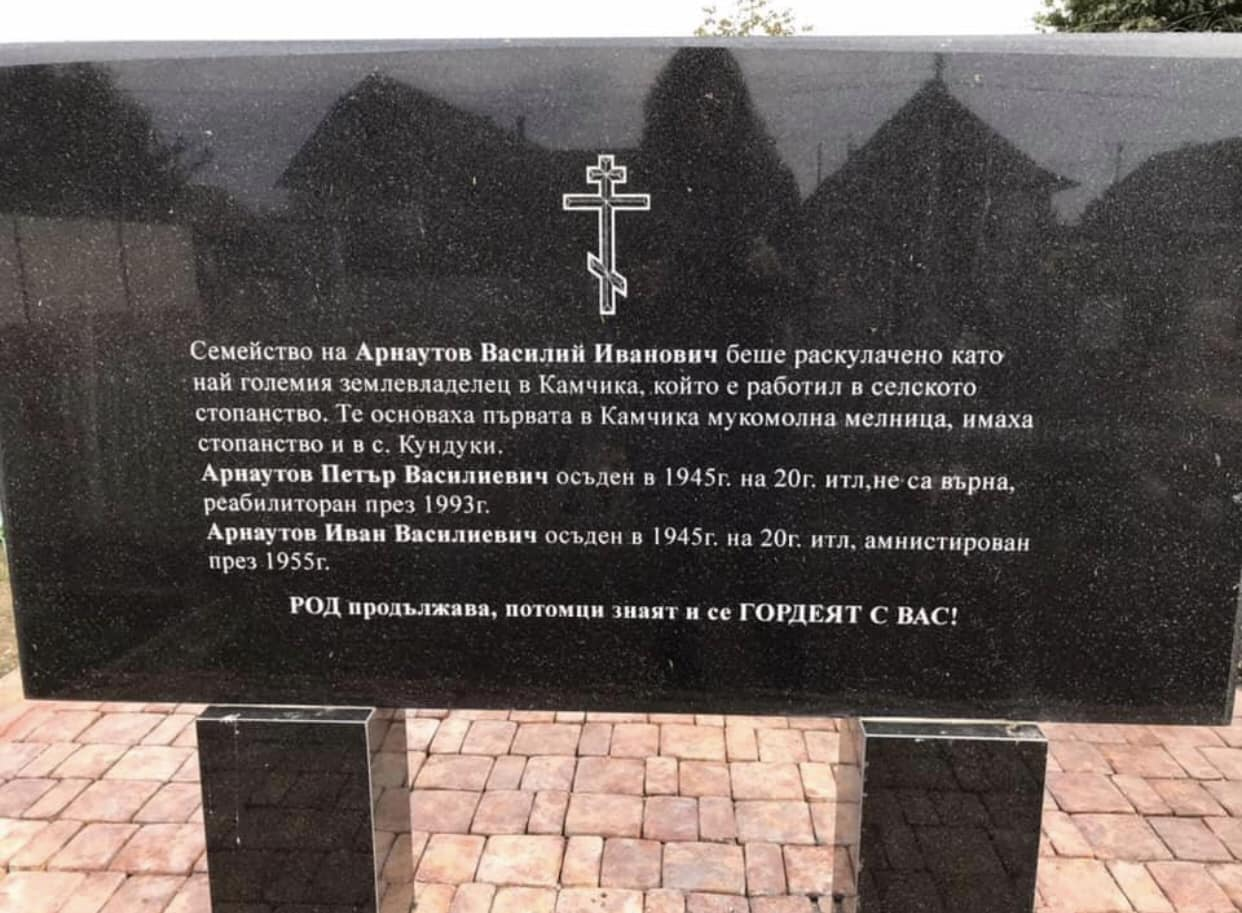

Das 1830 von Siedlern (vorwiegend Schafzüchter) aus Bulgarien mit dem Namen Camcic gegründete Dorf trug von 1949 bis 2024 den Namen Sorja.
Das Dorf liegt am Ufer der Sarata, einem 120 km langen Zufluss zum Sassyksee, sowie an der Fernstraße M 15 5 km südlich vom Rajonzentrum Sarata und etwa 140 km südwestlich vom Oblastzentrum Odessa.
Am 12. Juni 2020 wurde das Dorf ein Teil der Siedlungsgemeinde Sarata; bis dahin bildete es die Landratsgemeinde Sorja (Зорянська сільська рада/Sorjanska silska rada) im Südwesten des Rajons Sarata.
Seit dem 17. Juli 2020 ist sie ein Teil des Rajons Bilhorod-Dnistrowskyj.

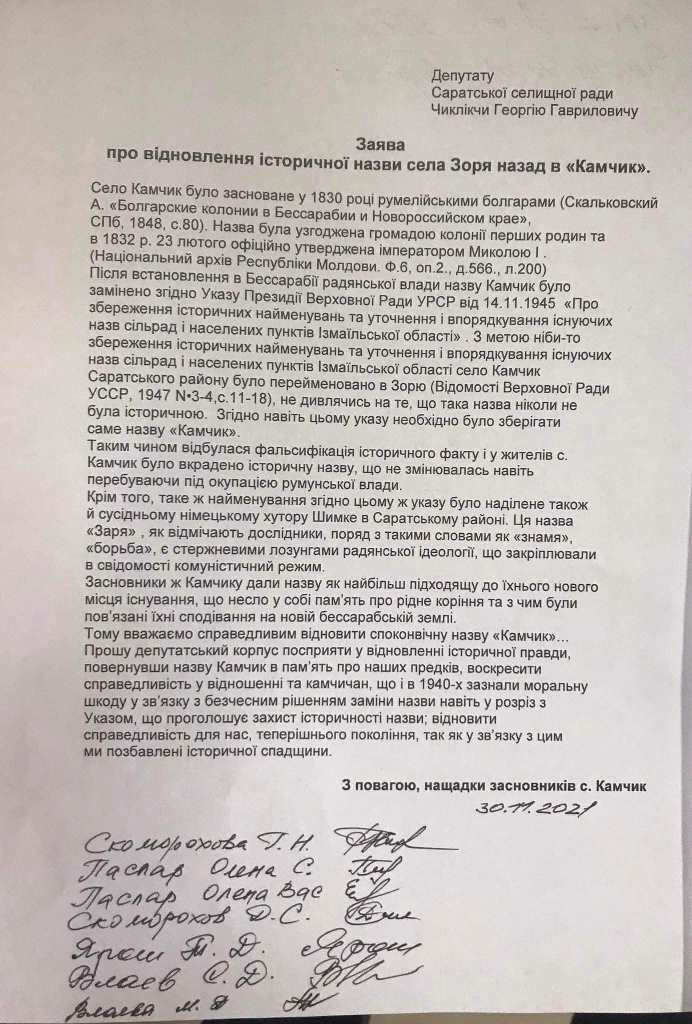
30.11.2021

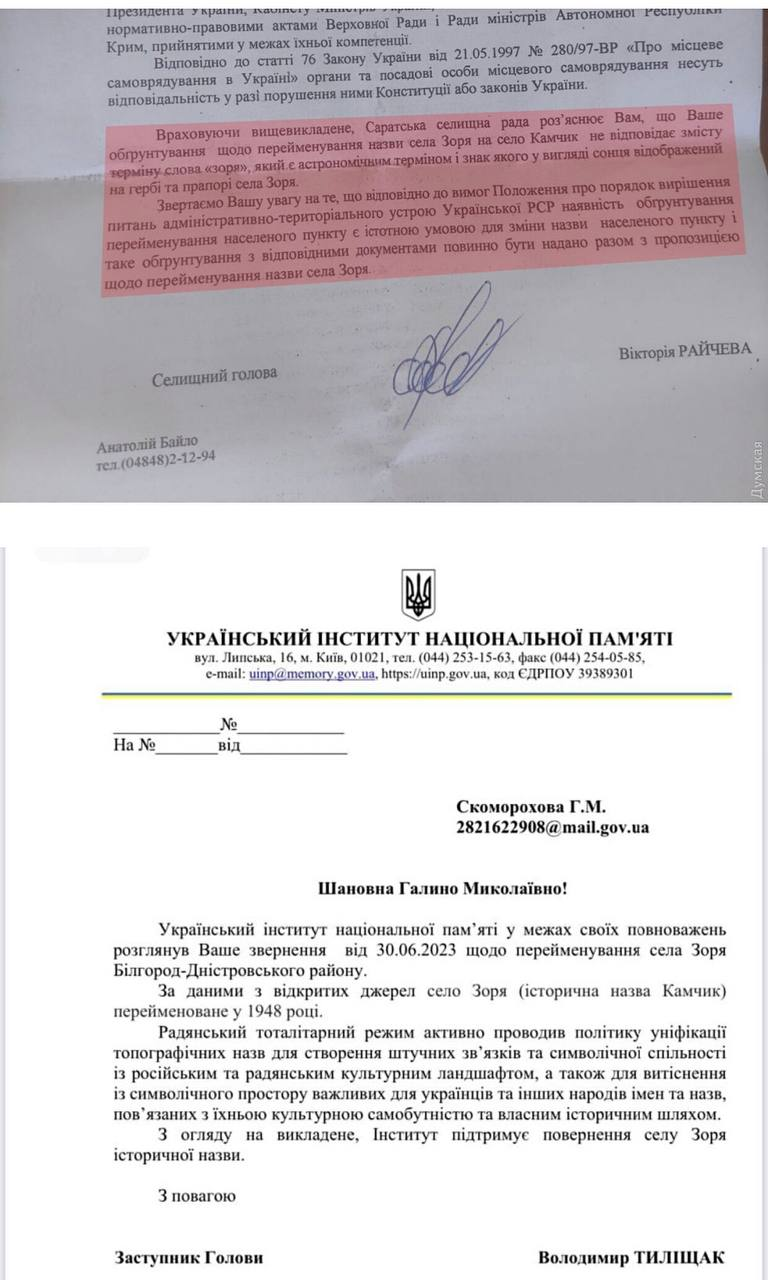
https://dumskaya.net/news/zhiteli-yuga-odesskoy-oblasti-pytayutsya-vernut-178417/ua/

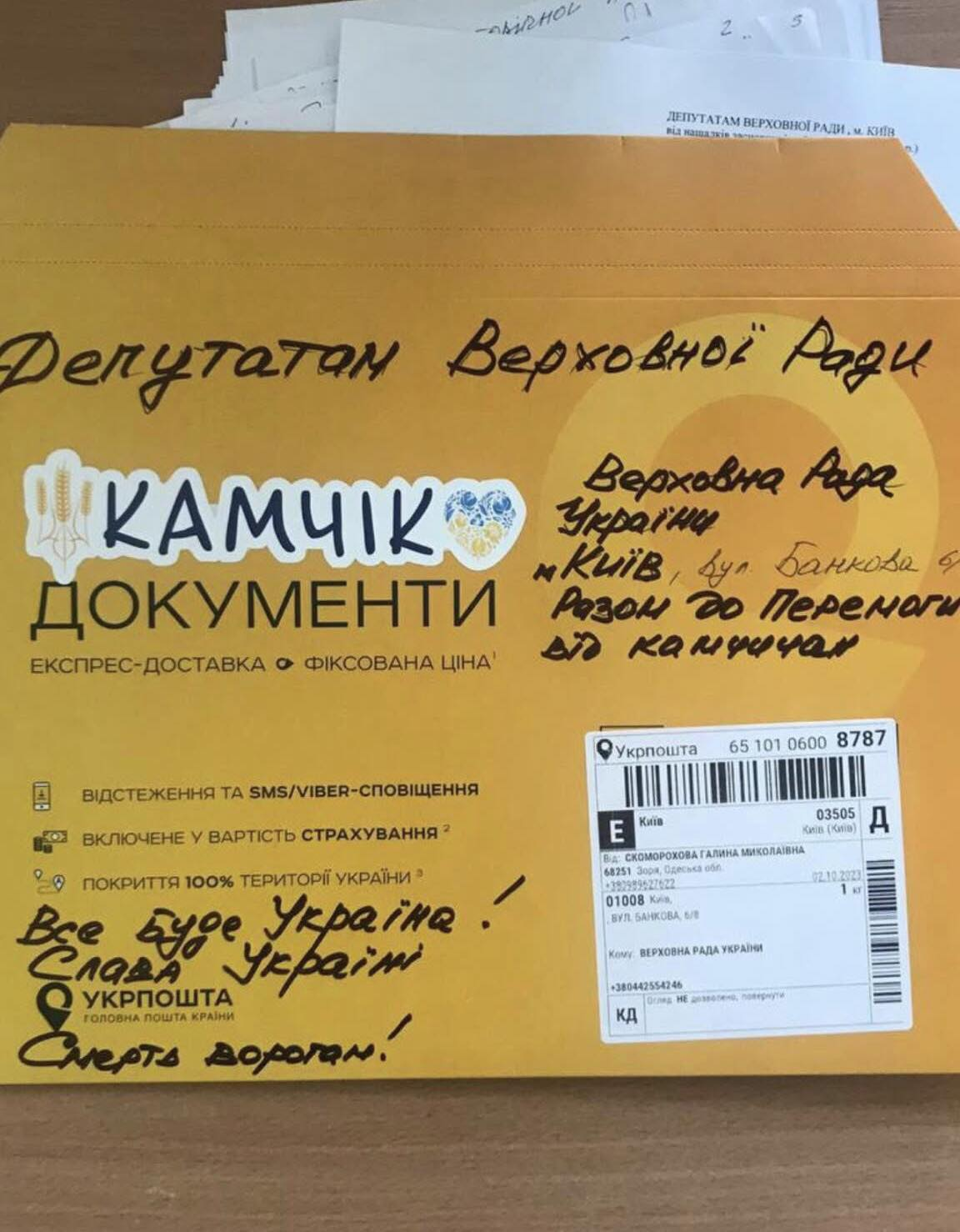
2023

19. September 2024 Trotz des Widerstands der örtlichen Behörden unterstützte die Werchowna Rada die Nachkommen der ersten Gründer des Dorfes Kamtschik und dekommunisierte den sowjetischen Namen Sorja.

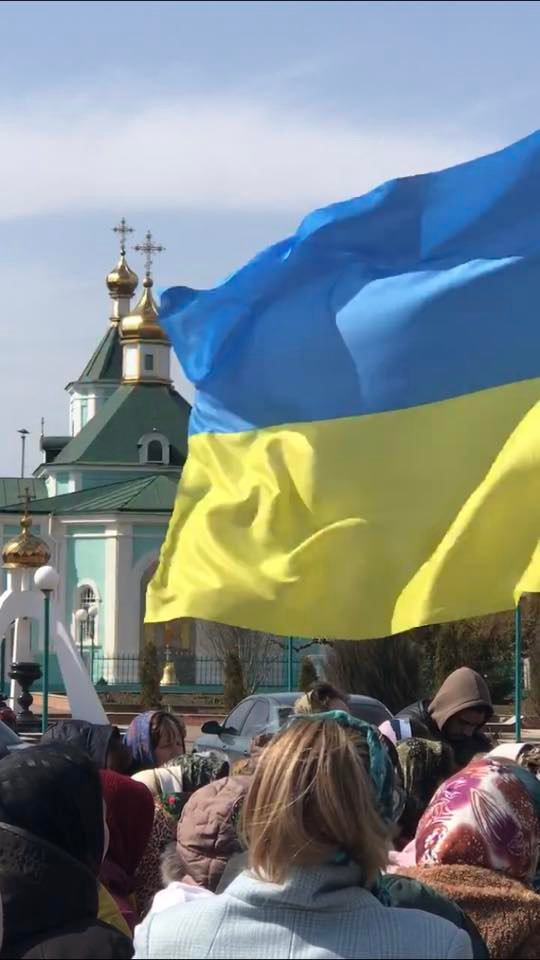
20/03/22 Kamchik

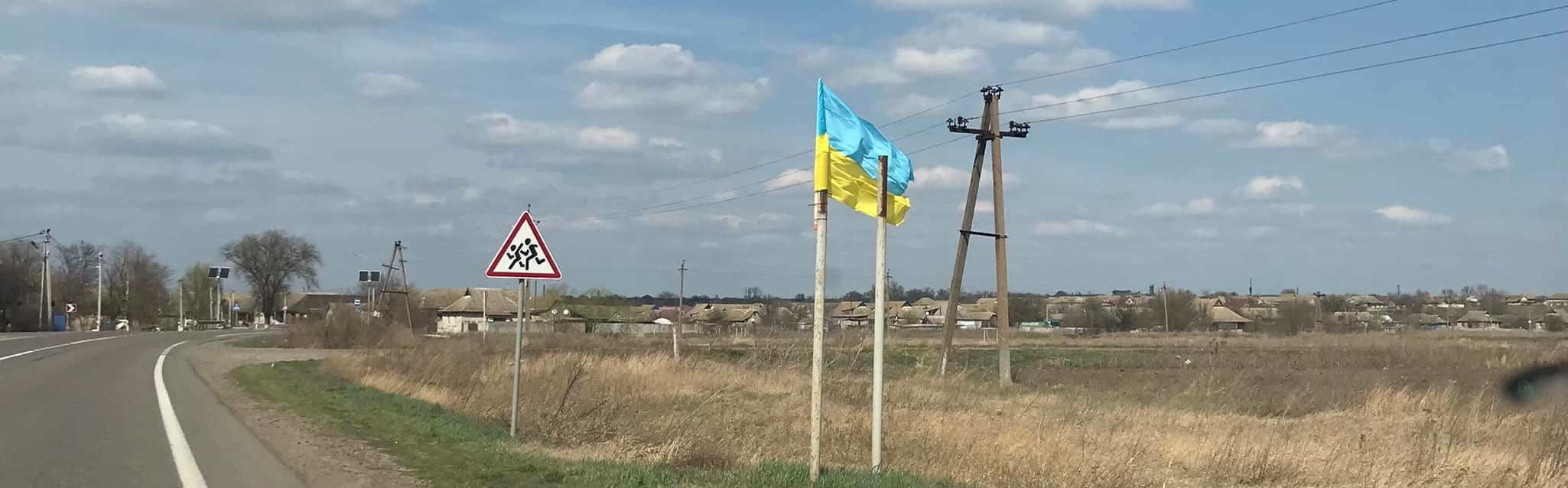
02/04/22 Kamcik

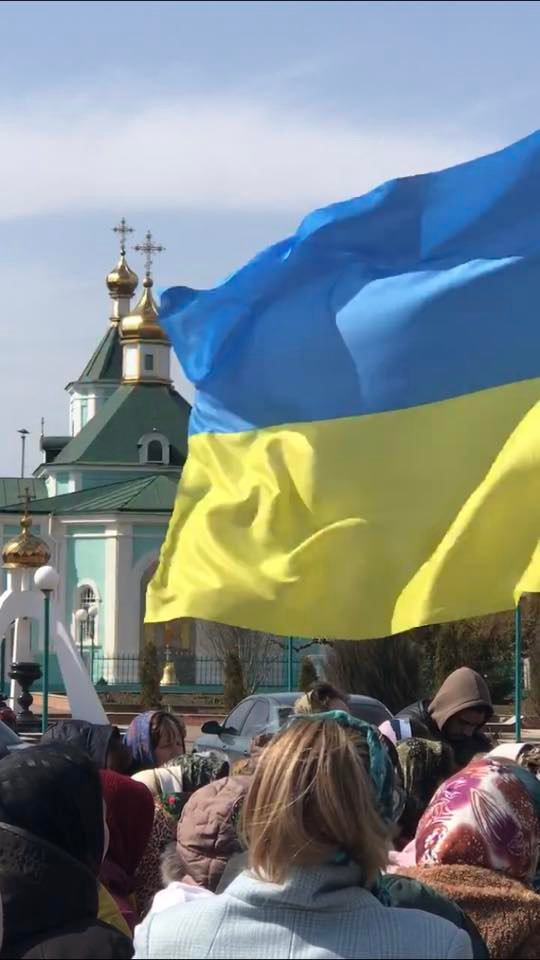
Kamchik 20/03/22